# 瓦斯表
瓦斯表是一個專門的流量計，用於測量氣體燃料，如天然氣和丙烷的體積。氣體計量表是用在住宅、商業和工業建築，消耗供給的燃料氣體通過氣體實用程序。
燃氣表的幾種不同設計，這取決於要測量的氣體的體積流速，流量的預期的範圍內，不同的氣體被測量和其他因素。
在1970年代之前建造的寒冷氣候地區，瓦斯表通常位於室內，通常在地下室或車庫。但從那時起，絕大多數瓦斯表都安裝在戶外，但是在舊城區也有一些例外。

## 瓦斯表度數
瓦斯表的度數，最常見的是使用多個時鐘指針（指針樣式）或類似車輛里程表的數字讀數的指標。支持遠程讀數的自動抄表也越來越受歡迎。

## 加熱值
由氣量計提供的氣體流量僅僅是體積的讀數。氣體體積不考慮氣體的質量或燃燒時可用的熱量。公用事業客戶根據氣體中可用的熱量計費。在每個計費周期中測量和調整氣體的質量，稱為熱值。
天然氣的熱值可以使用處理氣體色譜儀獲得，其測量氣體的每種成分的量，即：
- 甲烷
- 乙烷
- 氫
- 一氧化碳
- 水

另外，為了從體積轉換為熱能，必須考慮氣體的壓力和溫度。壓力一般不是問題；該儀表只是緊接在壓力調節器的下游安裝，並且被校準以在該壓力下精確地讀取。然後在公用事業計費系統中進行壓力補償。變化的溫度不容易處理，但有些儀表設計有內置的溫度補償，以保持他們在設計的溫度範圍內相當準確。其他的電子校正溫度。

## 準確度
需要使用氣量計來記錄在可接受的精確度內消耗的氣體體積。註冊量中的任何重大錯誤可以表示對氣體供應商的損失，或者消費者被過度計費。儀表的安裝位置通常規定了精度。法定條文還應具體說明在有爭議的準確性時應遵循的程序。
對於英國，在歐洲測量儀器指令是±2%。 然而，歐洲測量儀器指令已經協調了歐洲的氣體計量表誤差，因此自指令生效以來生產的儀表必須讀取±3％以內。必須由認可的計量表檢查人員移除其精度被客戶爭議的儀表進行測試。 如果發現儀表讀數超出規定的限值，則供應商必須向消費者退還氣體不正確的測量結果，而消費者有該儀表（但反之亦然）。如果儀表不能測試或其讀數不可靠，消費者和供應商必須協商解決。如果發現儀表在限度內讀數，消費者必須支付測試成本（並支付任何未付費用）。這與電錶上的位置形成對比，其中測試是免費的，並且只有當測量儀的日期開始不准確地讀取時才給出退款。